# Monte Taimu
Il monte Taimu, conosciuto anche come "la dimora degli immortali sul mare", è un monte cinese che dista circa 45 km dal confine tra le province del Fujian e dello Zhejiang. La montagna affaccia sul Mar Cinese orientale ed è caratterizzata da tipici picchi di granito e da numerosi ruscelli e grotte. L'altezza sopra il livello del mare è di poco più di 900 m, e la montagna è molto soggetta al turismo, presentando tra l'altro numerose aree panoramiche non eccessive.